# جو کلی (راننده مسابقه)
جو کِلی (ایرلندی: Joe Kelly؛ زادهٔ ۱۳ مارس ۱۹۱۳ در دوبلین، لینستر، درگذشتهٔ ۲۸ نوامبر ۱۹۹۳ در نستون، چشر) رانندهٔ مسابقات اتومبیل‌رانی فرمول یک اهل ایرلند بود که از فصل ۱۹۵۰ تا ۱۹۵۱ در مجموع در دو گراند پری شرکت کرد، اما موفق به کسب هیچ امتیازی نشد.
کلی در ۲۸ نوامبر ۱۹۹۳ در نستون، چشر درگذشت.